# Aljaški skavti
Aljaški skavti (izvirno angleško Alaska Scouts) je bil neformalni naziv za specialno izvidniško enoto Kopenske vojske ZDA med druge svetovne vojne.

## Zgodovina
Zaradi potrebe po nadzorovanju aljaške obale je brigadni general Simon B. Buckner mlajši septembra 1941 odobril ustanovitve posebne izvidniške enote
1. oktobra 1941 so tako uradno ustanovili Skavtski odred (začasni), Obrambno poveljstvo Aljaske (izvirno Scout Detachment (Prov), Alaskan Defense Command), ki je ob ustanovitvi imel okoli 60 pripadnikov. Enota je sprva imela 3 častnike (podpolkovnik Lawrence V. Castner, major William J. Verbeck in nadporočnik Robert Thompson) ter štiri podčastnike, ki so jih premestili iz 4. pehotnega polka. Moštvo pa so sestavljali belci ter eskimski, aluški in drugi Ameriški staroselci, ki so bili po poklicu lovci, postavljalci pasti, ribiči, vodiči, cestni inženirji,... ter so imeli tako veliko izkušenj s preživetjem v aljaški divjini. Posebej so izbrali tudi topografske in komunikacijske specialiste. Osnovno urjenje je potekalo zelo neposredno; najbolj izkušeni skavti so prevzeli urjenje neposredno v divjini in učili preživetje v naravi; specialisti pa so skavte učili komunikacijo (morsejevo abecedo), branje zemljevidov, načrtovanje operacij,... Urjenje se je končalo maja 1942. V enoti se niso posebej zmenili za vojaško disciplino; uporabljali so mešanico vojaške in civilne opreme, poveljstvo je prevzel najbolj izkušeni v skupini, na čine se niso ozirali,...
Pred ameriško osvoboditvijo zahodnih Aleutov, so skavte poslali v manjših skupinah, da so pristali na obali in poiskali najprimernejša mesta za izkrcanje. Pozneje so skavti delovali kot svetovalci, učitelji, izvidniki,... za ameriške enote, ki so bile poslane na to otočje; hkrati pa so se podajali na nadzorovalne patrulje, kjer so iskali prisotnost Japoncev na otočju. Maja 1943 so nekateri skavti sodelovali v bitki za Attu, avgusta istega leta pa za Kisko. Potem, ko so izgnali Japonce iz otočja, pa so nadaljevali z geodetskim raziskovanjem otočja.
6. novembra 1943 je bila enota preimenovana v 1. bojni obveščevalni vod, Aljaški oddelek (izvirno 1st Combat Intelligence Platoon, Alaskan Department), s čimer so tudi izgubili svoj začasni status. Po reorganizaciji je enota imela dva častnika in 86 drugih pripadnikov. 
Po koncu vojne so enoto decembra 1945 razpustili.